# Georg Knorr
Pour les articles homonymes, voir Knorr.

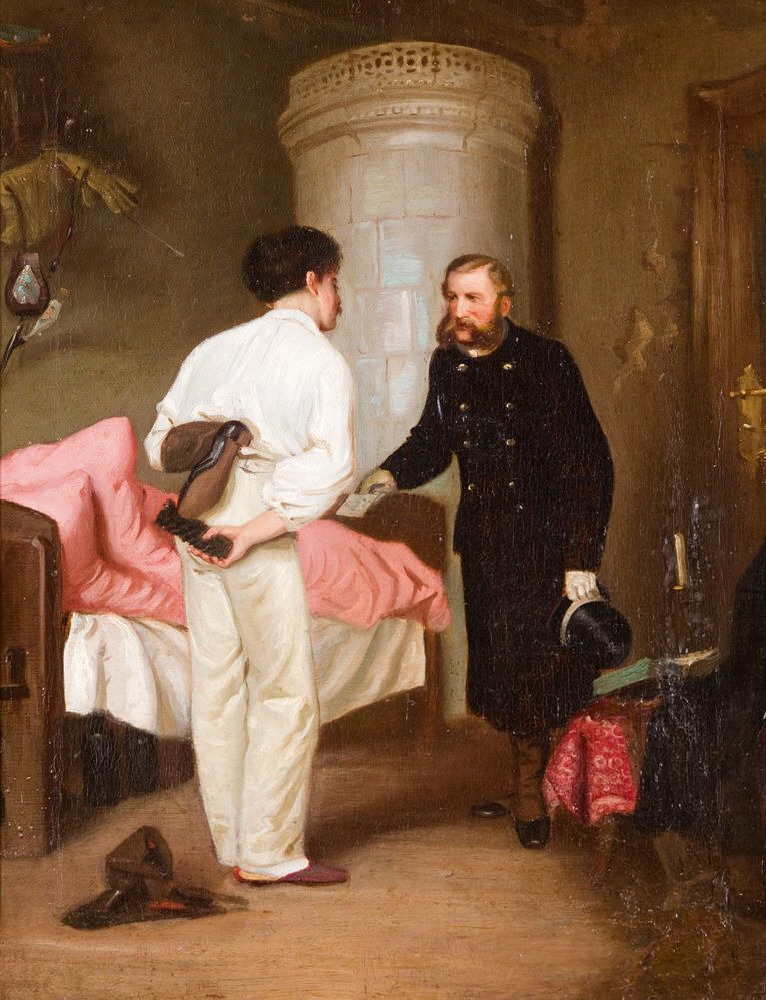
Einladung zum Tee (Student beim Stiefelputzen durch den herrschaftlichen Diener überrascht), vers 1869.

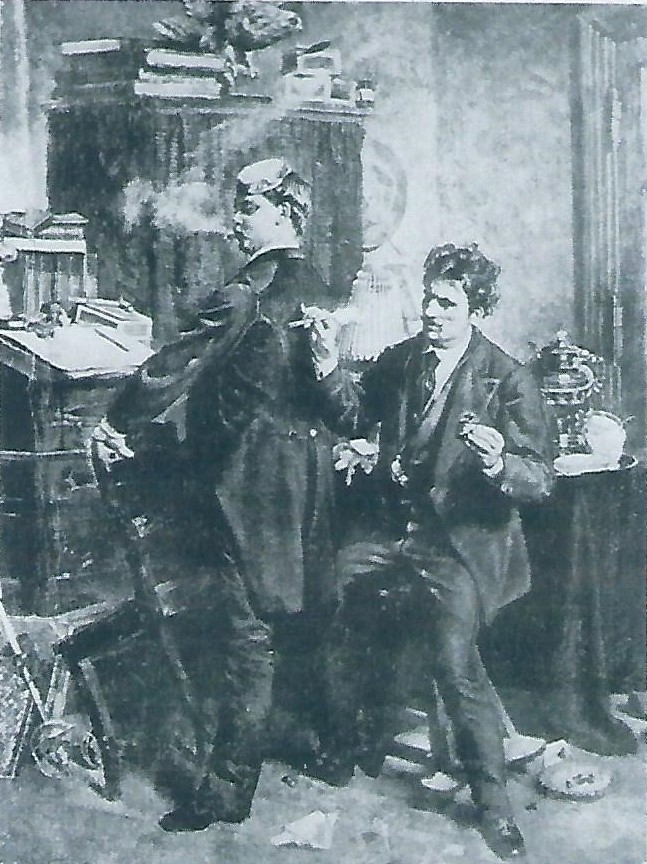
Vor dem Ball, 1873.

Georg David Salomon Knorr, né le 24 février 1844 à Löbau, province de Prusse et mort le 10 juin 1916 à Königsberg, est un peintre et illustrateur prussien. De 1885 à 1902, il enseigne à l'Académie des arts de Königsberg.

## Biographie
Georg David Salomon Knorr né le 24 février 1844 à Löbau. Il est le fils du commissaire de justice Karl Gustav Theodor Knorr et de son épouse Doris née Bohland. En 1862, il est élève de Ludwig Rosenfelder à l'Académie des arts de Königsberg. La poursuite de ses études le conduit à Berlin et à Düsseldorf, puis à voyager en Italie. En 1885, il devient enseignant, en 1887 professeur à l'Académie des arts de Königsberg. Du 1er octobre 1900 au 9 avril 1901, il est directeur adjoint de l'académie de Königsberg. En 1902, il démissionne de son poste d'enseignant. Parmi ses élèves figurent Ernst Bischoff-Culm, Otto Ewel et Arwed Seitz (1874-1933). Il est membre de la loge maçonnique Immanuel de Königsberg. Il reste célibataire et est de confession protestante.
Georg Knorr peint principalement des tableaux d'histoire et de genre, puis des paysages de Prusse-Orientale. De temps en temps, il crée des illustrations. Avec Maksymilian Antoni Piotrowski et Gustav Graef, il crée des peintures murales pour l'Auditorium Maximum de l'Université de Königsberg. Il conçoit d'autres peintures murales pour l'auditorium du lycée royal Guillaume (de) et pour l'escalier de l'Oberpräsidialgebäude à Königsberg.
Il meurt le 10 juin 1916 à Königsberg.

## Hommage
Le 1er octobre 2017, un épisode de l'émission Lieb & Teuer de la NDR est diffusée, animée par Janin Ullmann et filmée au château de Reinbek (de). Dans celle-ci, une impression à l'huile du tableau Invitation au thé de Georg Knorr est commentée avec l'historien de l'art et commissaire d'exposition de la Kunsthalle de Hambourg Daniel Koep.